# Sekigahara
Sekigahara (関ケ原町?) è una cittadina giapponese della prefettura di Gifu. Vi fu combattuta il 21 ottobre 1600 una battaglia decisiva  nella storia del Giappone. Essa fu il culmine dell'aspro confronto che teneva impegnati i due schieramenti dal luglio precedente. Grazie alla vittoria conseguita, il condottiero Tokugawa Ieyasu si garantì il controllo del paese sconfiggendo il rivale Ishida Mitsunari, che guidava le armate alleate al clan Toyotomi.